# Castillo de Cofrentes
El castillo de Cofrentes es una fortaleza construida a 394 metros sobre el nivel del mar, la parte más alta de la capital del municipio del mismo nombre. Se alza a 95 metros, sobre el cauce del río Cabriel. Está construido en roca basáltica de origen volcánico, sobre una de las chimeneas del volcán del Cerro de Agrás. En el emplazamiento del castillo se han descubierto restos de cerámica de época romana, ibérica y de la Edad de Bronce.
Según consta en la Ficha BIC’s de la Dirección General de Patrimonio Cultural de la Consejería de Turismo, Cultura y Deporte de la Generalidad Valenciana, fue declarado Bien de interés cultural, con anotación ministerial número R-I-51-0010687, de fecha 12/9/2001.

## Descripción

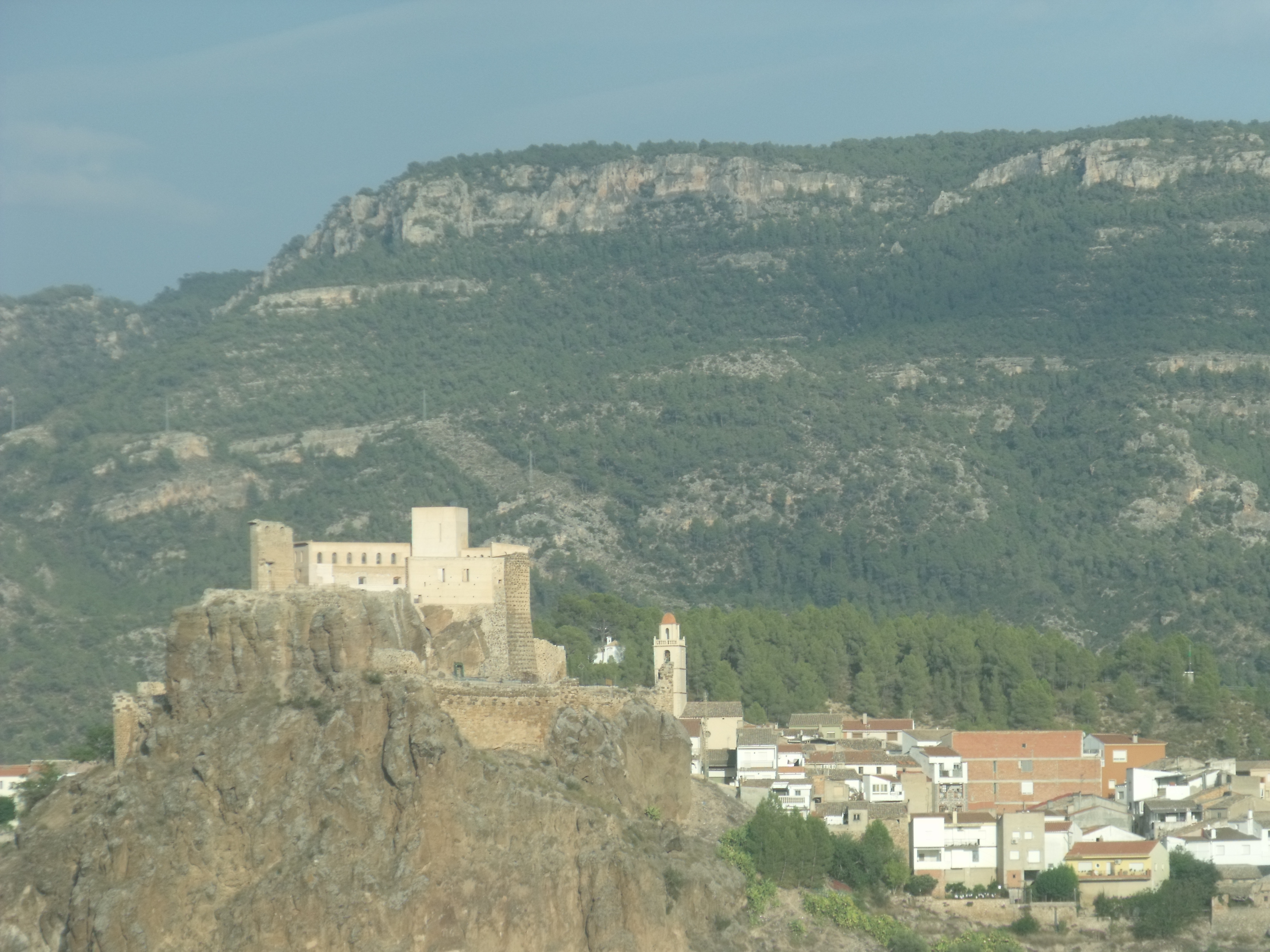
Vista desde la carretera

El castillo se encuentra frente a la iglesia, en el extremo oeste de la población. Presenta dos recintos muy diferenciados. El inferior se utilizaba como recinto para el ganado o redil (albacar). El acceso al recinto superior lo permitía una puerta construida con sillería y arco de medio punto, accesible a través de una rampa. A izquierda y derecha de la puerta había sendas torres semicirculares hechas de sillares pequeños labrados con tosquedad. Los materiales empleados en la construcción de todo el castillo son piedras, típicos de las construcciones defensivas por su dureza. Como técnica constructiva usó la mampostería.
La planta de la fortaleza es rectangular, de unos ochocientos por seiscientos metros. Además de las del acceso hay otras cuatro torres, dos al noreste y dos al sudoeste. Las edificaciones del castillo se encuentran en el centro de la fortificación, sobre un montículo. Se conservan cuatro niveles de la Torre del Homenaje, la cual es de planta cuadrada. Al primer nivel solo se puede acceder desde el nivel superior. Destaca en esta construcción una ventana con arco gótico, un tanto apuntado, pero con una escotadura en la clave, por lo que presenta un vértice hacia arriba. También en esta torre se encuentra un reloj, instalado en el siglo XIX (la Dirección General de Patrimonio de la Generalidad Valenciana da esa fecha, mientras que otras fuentes afirman que es del siglo XVI) y restaurado a inicios del siglo XXI.
Hay alrededor del castillo una muralla de la cual se conserva una alta torre barbacana, que debía servir para proteger el acceso.

## Historia
El lugar donde se encuentra el Castillo de Cofrentes ya tuvo ocupación humana desde antiguo, como queda de manifiesto por los restos de la Edad del Bronce, íberos y romanos hallados en el mismo. El propio lugar de emplazamiento, el Cerro de Agrás, domina las vegas de los ríos Júcar y Cabriel, que confluyen a sus pies y que han construido importantes tierras de regadío para la economía local.
La fortaleza es sí parece remontarse al siglo XII. Por los restos hallados en el castillo, en concreto por ciertos elementos arquitectónicos y restos de construcción que siguen la técnica del tapial de tierra, parece que el inicio de su edificación sería entre 1147 y 1172, en época islámica.
El castillo fue modificado a lo largo del tiempo para adaptarse a los diferentes usos que de él se hacía en cada momento. Inicialmente fue un castillo-fortaleza de importancia considerable por su emplazamiento en la ruta del Júcar, posteriormente en el límite en las coronas de Castilla y Aragón: reconquistado por los castellanos, pasó al Reino de Valencia en virtud del Tratado de Campillo (1281) entre Alfonso X y Pedro III.
Pasó a ser un palacio-residencia durante los siglos XVI y XVII. Más tarde, en el siglo XVIII, durante la Guerra de Sucesión, se producen en él altercados, ya que las tropas borbónicas de Felipe V conquistaron el castillo a los habitantes de la zona, que eran partidarios del Archiduque Carlos. Pero más tarde también sufrió ataques durante la Guerra de Independencia de los franceses y también le ocurrió algo parecido durante las Guerras Carlistas, lo cual hizo que su estado fuera degradándose considerablemente. A principios del siglo XX su estado era ruinoso.